# Ulrich Kuhnke
Ulrich Kuhnke (* 1960 in Dortmund) ist ein deutscher römisch-katholischer Theologe.

## Leben
Kuhnke studierte von 1980 bis 1985 Katholische Theologie und Geschichte an der Westfälischen Wilhelms-Universität Münster und schloss das Studium mit dem Diplom in Theologie ab. In den Jahren 1985 bis 1990 war er in der Pastoralarbeit in der Heilig-Kreuz-Gemeinde in Dortmund tätig. Von 1990 bis 1992 absolvierte er das Referendariat für das Lehramt in Katholischer Religion und Geschichte an einem Gymnasium und einer Gesamtschule in Gladbeck. 1991 promovierte er im Fach Praktische Theologie an der Universität Paderborn.
1993 arbeitete er einige Monate als Wissenschaftlicher Mitarbeiter am Wissenschaftszentrum des Landes Nordrhein-Westfalen, bevor er auf eine Stelle als Gemeindeassistent in der Katholischen Fachhochschul-Gemeinde in Münster wechselte. Diese Stelle hatte er inne, bis er 1996 eine Professur für Praktische Theologie an der Katholischen Fachhochschule Norddeutschland erhielt.
Seit 2006 ist er Professor für Praktische Theologie und Ethik in der Fakultät für Wirtschafts- und Sozialwissenschaften der Hochschule Osnabrück. Er ist mit der Theologin und Hochschullehrerin  Martina Blasberg-Kuhnke  verheiratet und hat ein Kind.

## Schriften
- mit Martina Blasberg-Kuhnke: Milieu- oder evangeliumsgemäß? Zukunft der Kirche im Horizont des Reiches Gottes. In: Diakonia. Nr. 3. Herder, 2008, ISSN 0420-2104, S. 197–204.
- mit Martina Blasberg-Kuhnke: Weite Wege. Die Zukunft der Kirche im Horizont des Reiches Gottes. In: Raimund Lachner, Georg Steins (Hrsg.): Weite wagen. Theologische Anstöße zum Osnabrücker Katholikentag. Lit, Münster 2008, ISBN 978-3-8258-1244-7, S. 89–112.
- Gemeinwesensorientierte Altenpastoral. In: Martina Blasberg-Kuhnke, Andreas Wittrahm (Hrsg.): Altern in Freiheit und Würde. Handbuch christlicher Altenpastoral. Kösel, München 2007, ISBN 978-3-466-36741-2, S. 189–195.
- Compassion – Mitleid als Motivation Sozialer Arbeit. Zur Unvertretbarkeit theologischer Redeweise. In: Diakonia. Nr. 6. Herder, 2006, ISSN 0420-2104, S. 443–449.
- Wenn jeder an sich selber denkt, ist an alle gedacht. Identität und Gemeinschaft. In: Rainer Krockauer, Stephanie Bohlen, Markus Lehner (Hrsg.): Theologie und Soziale Arbeit. Kösel, München 2006, ISBN 978-3-466-36710-8.
- Soziale Professionen in pastoralen Handlungsfeldern. In: Bibel und Liturgie in kulturellen Räumen. Nr. 2, 2005, ISSN 0006-064X, S. 114–119.
- Koinonia. In: Konrad Baumgartner, Peter Scheuchenpflug (Hrsg.): Lexikon der Pastoral. Herder, Freiburg im Breisgau 2002, ISBN 3-451-22024-5, S. 968.
- mit Martina Blasberg-Kuhnke: „Kommunikation“ in der Stadt – Koinonie. In: Andreas Herzig, Burkard Sauermost (Hrsg.): …unterm Himmel von Berlin. Glauben in der Stadt. Morus, Berlin 2001, ISBN 978-3-87554-351-3, S. 138–143.
- ‚Und das Netz zerriss nicht…‘. Identität und Netzwerkbildung in der Gemeinde. In: Diakonia. Nr. 5. Herder, 2001, ISSN 0420-2104, S. 333–338.
- Werbung. In: Norbert Mette, Folkert Rickers (Hrsg.): Lexikon der Religionspädagogik. Neukirchener Verlag, Neukirchen-Vluyn 2001, ISBN 978-3-7887-1797-1, S. 2209–2213.